# Philipp Graf Lerchenfeld

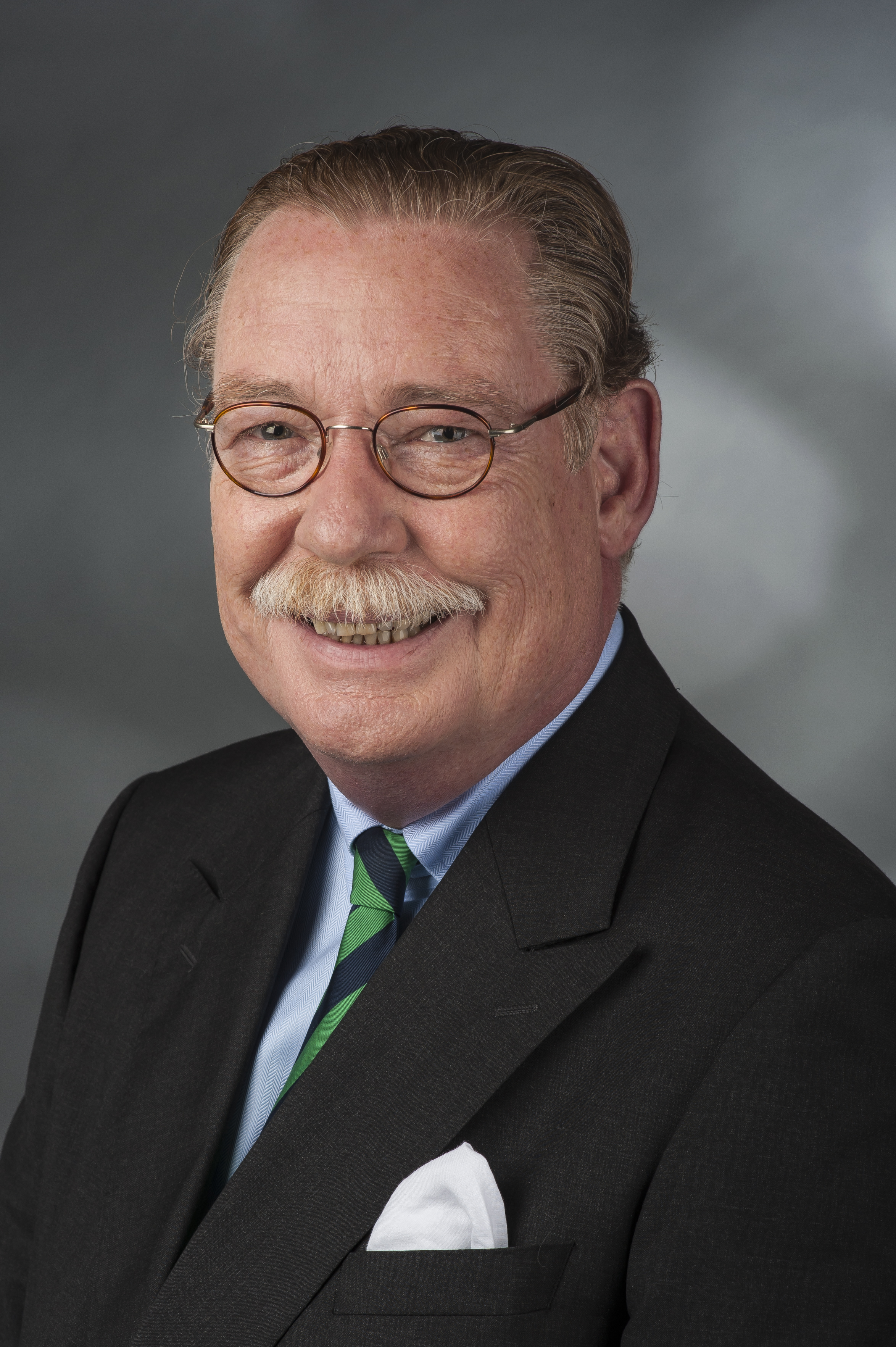
Philipp Graf von und zu Lerchenfeld (2014)

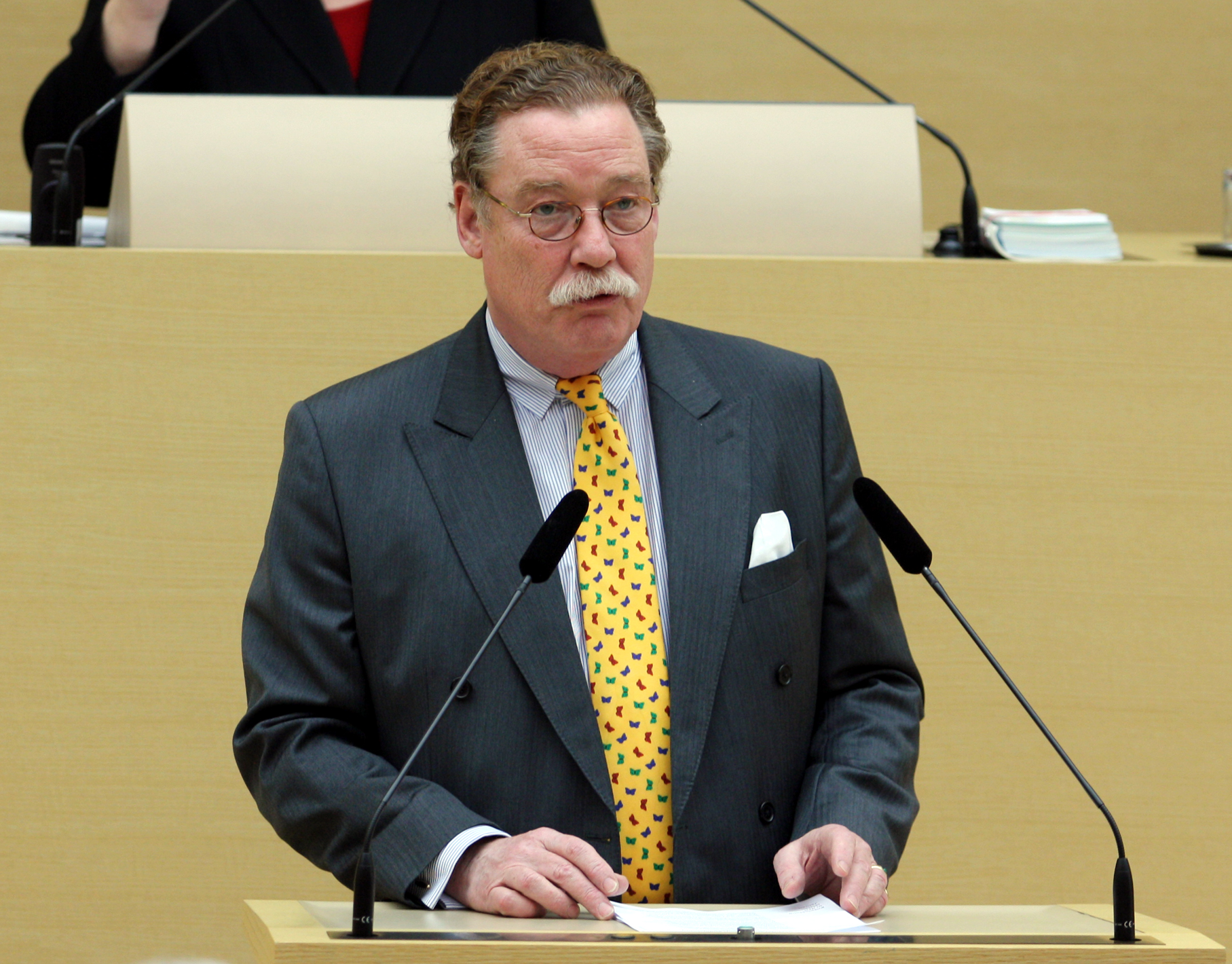
Philipp Graf von und zu Lerchenfeld (2012)

Philipp Graf von und zu Lerchenfeld (* 25. Mai 1952 in Köfering, Oberpfalz; † 1. Dezember 2017 ebenda) war ein deutscher Politiker der CSU. Er war von 2003 bis 2013 Mitglied des Bayerischen Landtags und von 2013 bis 2017 Mitglied des 18. Deutschen Bundestages.

## Leben
Lerchenfeld wurde als das zweite von insgesamt drei Kindern des Ludwig Graf von und zu Lerchenfeld (1923–1981) und Sybille Gräfin von und zu Lerchenfeld, geborene Gräfin von Merveldt, Freiin zu Lembeck (1923–2007), geboren. Seine jüngere Schwester Daisy starb mit zehneinhalb Jahren Ende 1963.
Von 1958 bis 1962 besuchte er – genau wie die ältere seiner beiden Schwestern – die Volksschule Köfering und danach von 1962 bis 1972 das Albrecht-Altdorfer-Gymnasium in Regensburg. Von 1972 bis 1973 leistete er seinen Wehrdienst bei den Gebirgsjägern in Bad Reichenhall und Mittenwald ab. Anschließend studierte er von 1973 bis 1977 Agrarwissenschaften an der TUM-Weihenstephan. 1982 erfolgte die Bestellung zum Steuerberater und 1984 zum Wirtschaftsprüfer. Nach dem Tod seines Vaters Ludwig Graf von und zu Lerchenfeld (1923–1981) übernahm er den landwirtschaftlichen Familienbetrieb in Köfering und baute nebenbei eine eigene Wirtschaftsprüfungs- und Steuerberatungskanzlei auf. 1989 schloss er sich mit seiner Kanzlei der Bayerischen Treuhandgesellschaft AG, einer Tochtergesellschaft der weltweit agierenden Wirtschaftsprüfungs- und Steuerberatungsgesellschaft KPMG, an, deren Niederlassungsleiter Graf von und zu Lerchenfeld in Regensburg war. Danach war er stellvertretender Kreisvorsitzender der CSU im Landkreis Regensburg sowie Vorsitzender des Diözesankomitees des Bistums Regensburg. Weiterhin war er Vorsitzender im Bezirk Niederbayern-Oberpfalz der Vereinigung der Bayerischen Wirtschaft sowie der Vorsitzende des DJK-Sportbundes im Bistum Regensburg.
Seit 1990 gehörte er dem Gemeinderat seiner Heimatgemeinde Köfering an und war seit 2002 auch Kreisrat im Landkreis Regensburg. In seiner ersten Legislaturperiode im Bayerischen Landtag gehörte er dem Ausschuss für Wirtschaft, Infrastruktur, Verkehr und Technologie an und war energiepolitischer Sprecher der CSU-Landtagsfraktion. In den Bayerischen Landtag wurde er über die Bezirksliste Oberpfalz der CSU gewählt; Graf von und zu Lerchenfeld trat im Wahlkampf 2003 in keinem Wahlkreis als Direktkandidat an. Seit der Landtagswahl 2008 vertrat er den Stimmkreis Regensburg-Land, Schwandorf. Im 2008 gewählten Landtag gehörte er dem Ausschuss für Staatshaushalt und Finanzfragen an und war finanzpolitischer Sprecher der CSU-Fraktion.
Im Januar 2013 erklärte Graf von und zu Lerchenfeld, sich bei der Landtagswahl in Bayern 2013 nicht mehr um ein Landtagsmandat zu bewerben. Stattdessen gab er bekannt, bei der Bundestagswahl 2013 für das freiwerdende Direktmandat des Bundestagsabgeordneten Peter Aumer zu kandidieren. Mit diesem Direktmandat des Wahlkreises Regensburg zog er bei der Wahl in den Bundestag ein. Seine angekündigte erneute Kandidatur für die Bundestagswahl 2017 zog er während der Nominierungsversammlung zurück.
Philipp Graf von und zu Lerchenfeld lebte mit seiner aus dem ungarischen Adelsgeschlecht der Grafen Ambrózy von Seden und Remete stammenden Frau Marie Therese auf dem Familienschloss in Köfering, er hinterließ Adoptivsohn Christopher Graf Lerchenfeld. Der Politiker starb an Lungenkrebs.
Sein Urgroßonkel Hugo Graf von und zu Lerchenfeld auf Köfering und Schönberg war 1921/22 bayerischer Ministerpräsident.

## Nebeneinkünfte
Laut Berechnungen von Abgeordnetenwatch verdiente Graf von und zu Lerchenfeld in der 18. Legislaturperiode des Deutschen Bundestages neben seinen Einkünften aus seiner Abgeordnetentätigkeit bis zum Juli 2017 mindestens 2,2 Millionen Euro zusätzlich. Damit war er der Abgeordnete mit den meisten Nebeneinkünften.
Er war u. a. Mitglied des Aufsichtsrates der Krones AG.